# Vuelo 759 de Pan Am
El vuelo 759 de Pan Am operado por un Boeing 727-235, N4737 nombrado Clipper Defiance, era un vuelo nacional estadounidense regular de pasajeros entre Miami y San Diego, con escalas en Nueva Orleans y Las Vegas. El 9 de julio de 1982, el avión que hizo esta ruta se vio obligado a descender por una microrráfaga y se estrelló en Kenner, un suburbio de Nueva Orleans. 
Las 145 personas a bordo, así como ocho más en tierra, murieron. El accidente es  el sexto peor accidente aéreo que se haya producido en el territorio de Estados Unidos.
Fue el desastre aéreo más grave de 1982.

## Aeronave y ocupantes

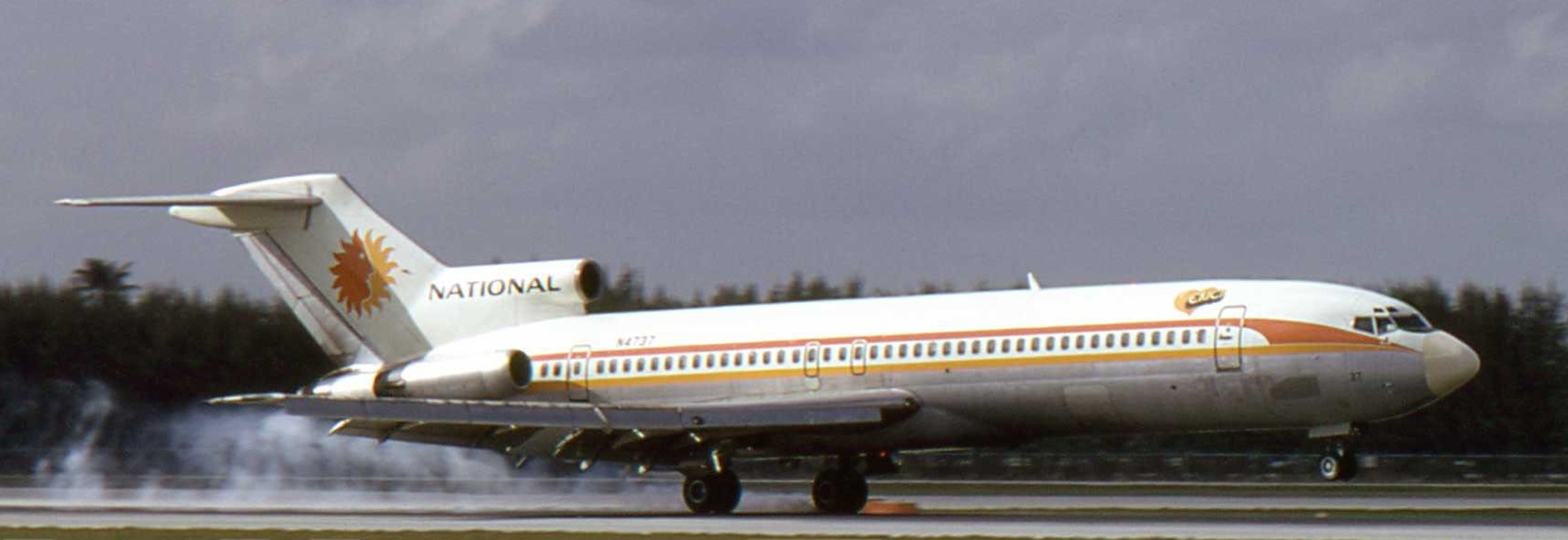
El avión involucrado en el accidente en abril de 1974, fotografiado mientras operaba con National Airlines.

El avión, un Boeing 727-200 de 14 años y 6 meses, cuyo número de construcción era 19457/518, construido en 1967, fue entregado a National Airlines el 31 de enero de 1968. El nombre de la aeronave era 37 Susan/Erica y su registro era N4737, y siguió siendo parte de la flota de National hasta la fusión con Pan Am donde se renombró como Clipper Defiance. En la tarde del accidente, la aeronave transportaba a 137 pasajeros y un pasajero que no genera ingresos en el asiento plegable de cabina, junto con una tripulación de siete. El capitán era Kenneth L. McCullers, el primer oficial fue Donald G. Pierce, y el ingeniero de vuelo fue Leo B. Noone.

## Accidente
El vuelo 759 comenzó su despegue en la pista 10 en el Aeropuerto Internacional de Nueva Orleans (ahora Aeropuerto Internacional Louis Armstrong), en Kenner, Luisiana a las 04:07:57 PM hora de verano central, con destino a Las Vegas, Nevada. En el momento del despegue del vuelo 759, había tormentas en el extremo este del aeropuerto. Los vientos eran racheados y remolinos. El vuelo 759 despegó de la pista, se subió a una altura de entre 95 y 150 pies (29 y 46 m), y luego comenzó a descender. Sobre 2.376 pies (724 m) del final de la pista, la aeronave golpeó una línea de árboles a una altura de unos 50 pies (15 m). El avión continuó descendiendo hasta dentro de 2.234 pies (681 m), golpeando árboles y las casas antes de estrellarse en la zona residencial de Kenner, Luisiana, a unos 4.610 pies (1.405 m) de la pista.
El avión fue destruido durante el impacto, la explosión y posterior incendio en tierra. Un total de 153 personas perdieron la vida (los 145 pasajeros y tripulantes a bordo y 8 en tierra). Otras 4 personas en tierra sufrieron heridas. En una de las casas destruidas, un bebé fue descubierto en un pesebre cubierto de escombros que lo protegía de las llamas. Seis casas fueron destruidas; cinco casas fueron dañadas considerablemente.
La Junta Nacional de Seguridad del Transporte determinó que la causa probable del accidente fue el encuentro de la aeronave con una microrráfaga inducida por una cizalladura de viento durante el despegue, lo que impuso una corriente descendente y una disminución del viento en contra, los efectos de los cuales el piloto habría tenido dificultades para reconocer y reaccionar en el tiempo para el descenso de la aeronave que fue detenida antes de su impacto con los árboles. Un factor contribuyente al accidente fue la limitada capacidad de la tecnología en ese momento para la detección de las cizalladuras del viento; esto, junto con la caída similar del Vuelo 191 de Delta Airlines tres años más tarde dio lugar al desarrollo de la detección de la cizalladura del viento en el aire y el sistema de alerta y el mandato a la Administración Federal de Aviación para contar con sistemas de detección de cizalladura del viento a bordo instalados en 1993.
Un monumento a las víctimas del accidente se encuentra en la Iglesia Católica de Nuestra Señora del Perpetuo Socorro Iglesia en Kenner, Luisiana.
Royd Anderson escribió y produjo un documental sobre el accidente en 2012.